# Brynjulf Bergslien
Brynjulf Larsen Bergslien (11. november 1830 i Voss Norge – 18. september 1898) var en norsk billedhugger og bror af maleren Knut Bergslien. Brynjulf Bergslien er mest kendt for rytterstatuen af Karl Johan på Slotspladsen i Oslo, men har flere andre kendte statuer rundt omkring i Oslo, blandt andet af Henrik Wergeland i Studenterlunden, Johannes Brun på Bankplassen og P. Chr. Asbjørnsen i St. Hanshaugen park.
Blant Bergsliens havde som elever billedhuggerne Wilhelm Robert Rasmussen (1879-1965) og Gustav Vigeland (1869-1943).
Han er begravet på den nordlige del i Vår Frelsers Gravlund i Oslo.
Han fik i 1901 opkaldt en gade i Homansbyen efter sig, Bergsliens gate.